# Oxyde de nickel(III)
Pour les articles homonymes, voir Oxyde de nickel.
L'oxyde de nickel(III), ou oxyde de nickel noir, est un composé chimique ionique composé de cations nickel trivalents et d'anions oxydes dont la formule est généralement écrite Ni2O3, bien qu'en réalité sa composition ne soit pas caractérisée avec certitude.

## Préparations au laboratoire
Une calcination modérée des prismes rhomboïdaux obliques de nitrate de nickel hexahydraté NiNO3. 6 H2O laisse ce corps mal défini. 
L'action oxydante sur un sel de nickel en milieu aqueux du gaz chlore et de l'hypochlorite de sodium ou de potassium laisse un composé similaire.
Le chimiste Baubigny a obtenu partiellement un produit gris en brûlant du métal nickel chauffé vers 440 °C dans le gaz oxygène. La stœchiométrie obtenue correspond grosso modo à Ni3O4, donc à environ 73 % en masse de Ni. Si on chauffe au-delà, le corps perd progressivement et irréversiblement son oxygène.
Une solution acide d'un sel de nickel réagit avec l'oxyde de mercure pour laisser une poudre cristalline vert clair. Mais ce corps de composition similaire, mais plus coloré est apparemment moins réactif. Chauffé à l'air, il prend une couleur jaune avant de redevenir vert à froid. Dissous à chaud dans les acides chlorhydrique et nitrique, il donne un liquide vert. Si le corps est fondu avec les sulfates, par exemple le sulfate de potassium, la masse obtenue est brunâtre à chaud, jaune à froid, et elle peut être diluée dans l'eau, laissant une solution verte.

## Description, propriétés physiques et chimiques
Il s'agit d'un solide cristallisé de couleur sombre, parfois encore verte et pratiquement insoluble dans l'eau. La poudre noire, obtenue par calcination modérée de sels de nickel aqueux, est instable à la chaleur. Il commence à se décomposer au-dessus de 400 °C.
Ni2O3 solide cristal noir chauffé entre 400 °C et 600 °C   →  NiO oxyde de nickel(II) + O2 gaz oxygène
Il s'agit d'un oxydant puissant, mais la composition de l'oxyde atteste qu'il ne s'agit pas d'un composé stœchiométrique défini.  
Ce solide est facilement attaqué par un acide fort, tels que l'acide sulfurique ou l'acide nitrique. L'attaque produit un même dégagement d'oxygène et il est possible de récupérer en solution neutralisée l'oxyde de nickel II.
L'acide chlorhydrique provoque un dégagement de gaz chlore. 
Ni2O3 solide cristal noir  + 6 HClaqueux   →  2 NiCl2 chlorure de nickel(II) + Cl2 gaz chlore + 3 H2O eau

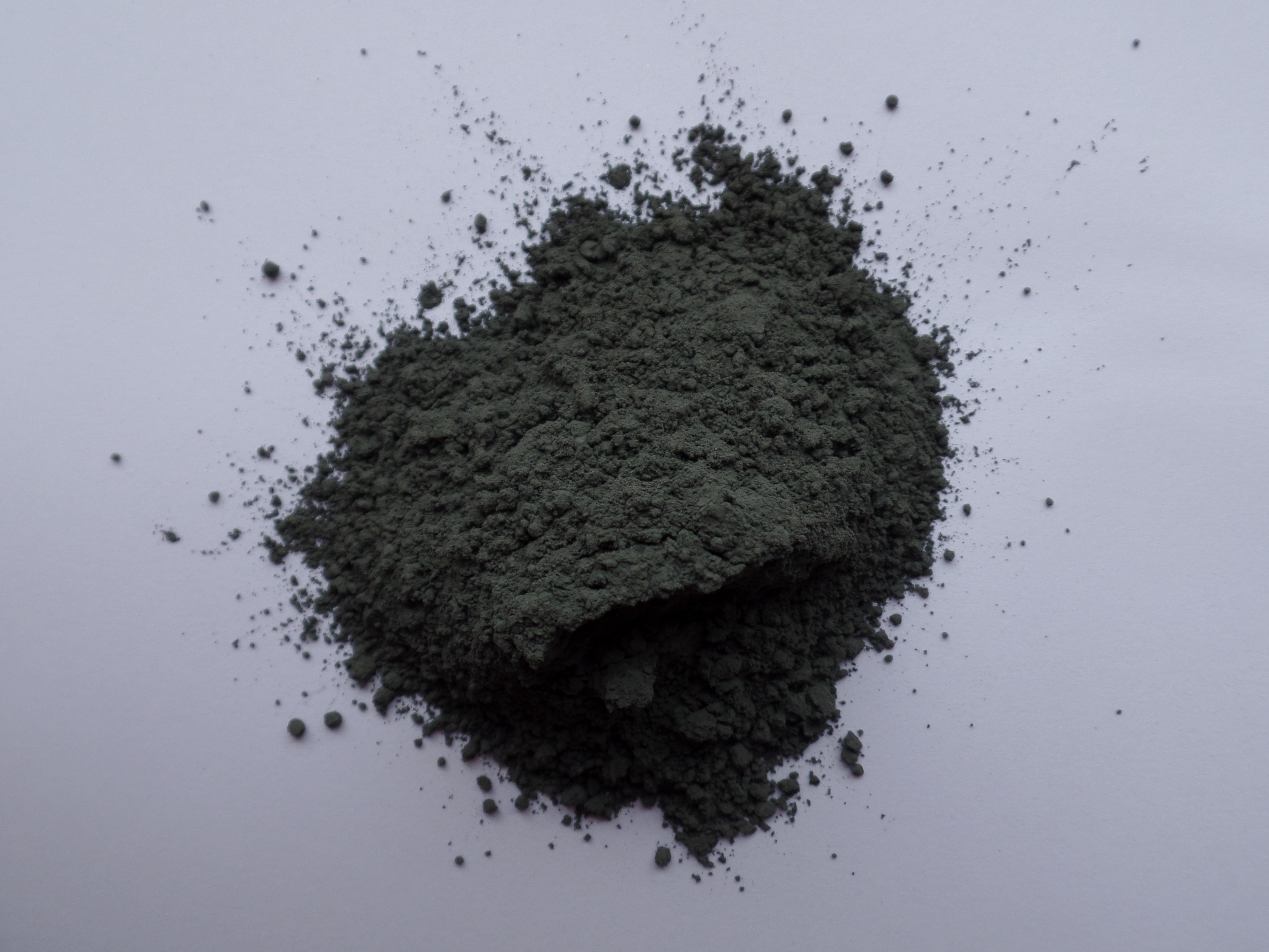
Oxyde noire de nickel

Largement disponible dans le commerce, l'oxyde de nickel noir est généralement défini par ses fournisseurs comme ayant une teneur en nickel d'environ 77 %, alors que la teneur correspondant à la formule Ni2O3 est de 70,98 % ; cette teneur se rapproche davantage de celle de l'oxyde de nickel(II) NiO (78,56 %), notoirement non-stœchiométrique, et il pourrait alors plutôt s'agir d'un oxyde de nickel(II) particulièrement non-stœchiométrique.
La littérature mentionne cependant une phase caractérisée comme du Ni2O3 sur des surfaces de nickel et comme intermédiaire de l'oxydation du nickel,. En effet, plus qu'à l'état de traces, ce composé indéfini se retrouve communément comme sous-produit de soudage du nickel ou de ses alliages majoritaires. Il est présent aussi, en mélange avec l'oxyde de nickel(II), sur certaines surfaces obtenues par dépôt de nickel en phase vapeur en présence de gaz oxygène.

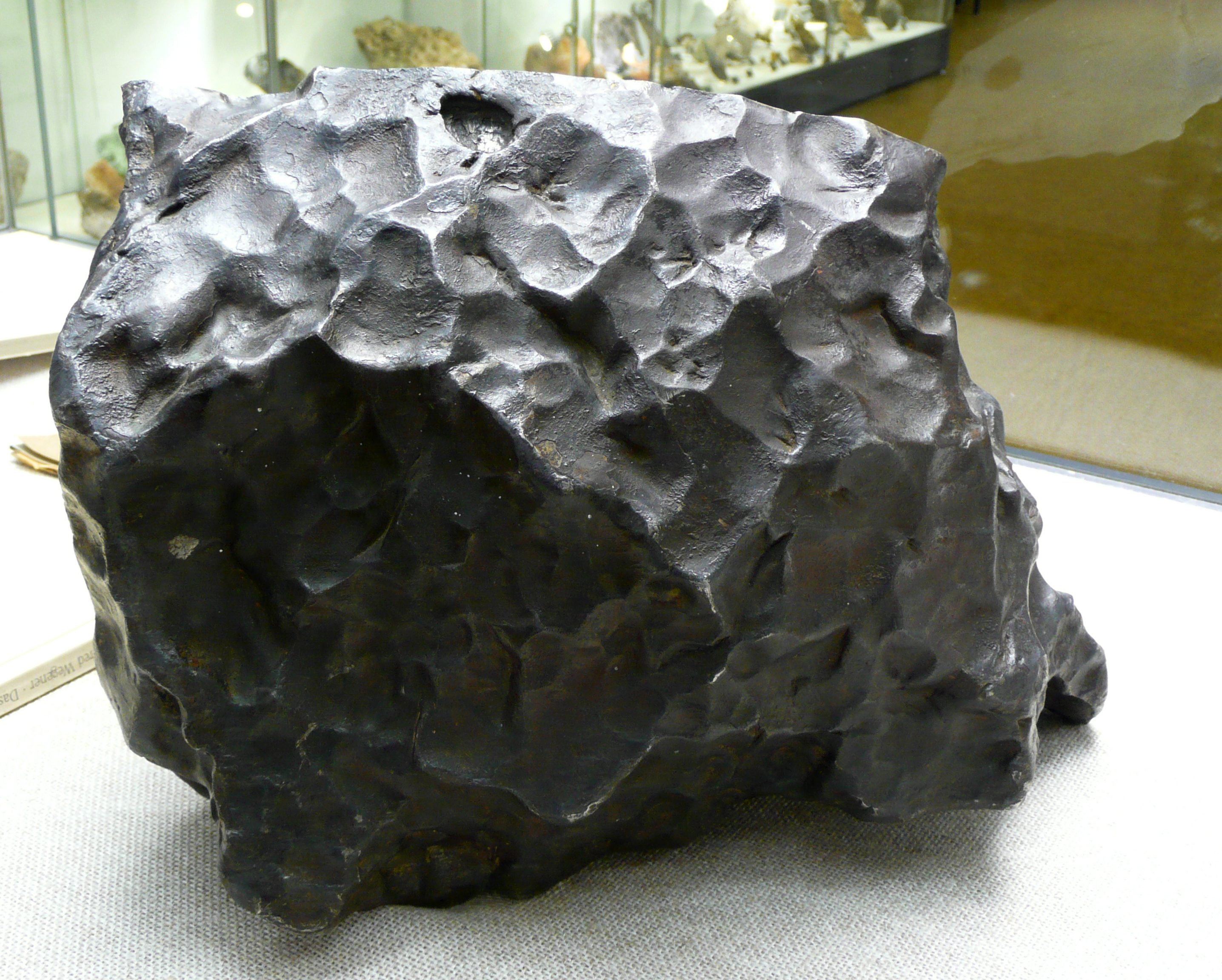
La couleur de la météorite tombée le 3 avril 1916 dans la forêt près de Treysa en Hesse est due à différents oxydes de nickel et de fer, dont l'oxyde noir de Ni(III). Reconstitution de la masse de 63 kg retrouvée à l'époque, au musée minéralogique de Marburg.

### Confusion
Il ne faut pas confondre cet oxyde de nickel mal défini avec un autre corps composé noir, bien mieux défini, dénommé "hydroxy-oxyde de nickel" ou "oxyhydroxyde de nickel" de formule NiOOH, composant principal des accumulateurs nickel-hydrogène et réactif oxydant doux classique en synthèse organique. 
En effet, cet autre corps NiOOH est engendré facilement en milieu aqueux, par exemple dans la réaction d'oxydation d'une fonction alcool en position vicinale d'un cycle benzénique stabilisé.

## Toxicité
Il s'agit d'un produit toxique et cancérigène.

## Utilisation
L'oxyde de nickel noir est un électrolyte commun. Il sert à fabriquer des plaques pour accumulateurs alcalins.
C'est un catalyseur en chimie.
Il est aussi employé pour fabriquer des matériaux céramiques, ainsi que pour colorer des couvertes de céramiques ou des surfaces d'émaillées.